# Rancid (Album)
Rancid ist ein 2000 veröffentlichtes Studioalbum der gleichnamigen Punkband Rancid. Nach dem Album Rancid, das 1993 veröffentlicht worden war, war es das zweite selbstbetitelte Album der Gruppe. Stilistisch kehrte die Band mit diesem Album zu Punk- und Ska-Elementen zurück, wenn auch mit mehr Hardcore-Einflüssen als in den Alben vor Life Won’t Wait. Das Album markiert einen radikalen Stilbruch in der Diskografie der Band. War der Vorgänger Life Won’t Wait geprägt von einer für Punkrock ungewöhnlichen Experimentierfreude von Reggae bis Rockabilly, so ist dieses Album mehr als alle anderen Rancid-Alben im aggressiven Hardcore-Punk verwurzelt. Dies spiegelt sich nicht zuletzt in der Spielzeit des Albums wider: Das Album enthält 22 Lieder mit einer Spielzeit von unter 40 Minuten, etwa 2/3 der Titel sind weniger als zwei Minuten lang.
Die Band beschritt in der Aufnahme des Albums einen eher unkonventionellen Weg: Das Album wurde 'Live' aufgenommen, das heißt, dass alle Bandmitglieder gleichzeitig spielten.

## Titelliste
1. Don Giovanni – 0:35
2. Disgruntled – 1:00
3. It’s Quite Alright – 1:29
4. Let Me Go – 3:13
5. I Am Forever – 1:03
6. Poison – 1:17
7. Loki – 0:47
8. Blackhawk Down – 1:41
9. Rwanda – 1:20
10. Corruption – 1:27
11. Antennas – 1:10
12. Rattlesnake – 1:42
13. Not to Regret – 2:16
14. Radio Havana – 3:42
15. Axiom – 1:40
16. Black Derby Jacket – 2:35
17. Meteor of War – 1:21
18. Dead Bodies – 1:48
19. Rigged on a Fix – 1:16
20. Young Al Capone – 1:52
21. Reconciliation – 1:20
22. GGF – 3:39